# 斯托亞諾韋 (弗倫濟夫卡區)
47°21′35″N 29°45′27″E / 47.35972°N 29.75750°E
斯托亞諾韋（烏克蘭語：Стоянове）是位於烏克蘭西南部的村莊，由敖德萨州羅茲季利納區的扎哈里夫卡市鎮負責管轄。該村始建於1791年，面積0.81平方公里，海拔高度73米，2001年人口283，人口密度每平方公里349.38人。